# Registre des meilleures pratiques de sauvegarde
Le registre des meilleures pratiques de sauvegarde regroupe des programmes, projets et activités reflétant au plus juste les objectifs de la Convention pour la sauvegarde du patrimoine culturel immatériel adoptée par l'UNESCO en 2003. La sauvegarde internationale du patrimoine culturel immatériel (PCI) s’organise également autour de la liste représentative du patrimoine culturel immatériel de l’humanité et de la liste du patrimoine immatériel nécessitant une sauvegarde urgente.
En 2021, 29 programmes sont inscrits sur ce registre.

## Critères d’inscription sur le registre des meilleures pratiques de sauvegarde
« Le Comité sélectionne parmi les programmes, projets ou activités qui lui sont proposés ceux qui répondent le mieux à tous les critères suivants :
- P.1 Le programme, le projet ou l’activité implique une sauvegarde telle que définie à l’article 2.3 de la Convention.
- P.2 Le programme, le projet ou l’activité aide à la coordination des efforts de sauvegarde du patrimoine culturel immatériel au niveau régional, sous-régional et/ou international.
- P.3 Le programme, le projet ou l’activité reflète les principes et les objectifs de la Convention.
- P.4 Le programme, le projet ou l’activité a fait preuve d’efficacité en termes de contribution à la viabilité du patrimoine culturel immatériel concerné.
- P.5 Le programme, le projet ou l’activité est ou a été mis en œuvre avec la participation de la communauté, du groupe ou, le cas échéant, des individus concernés, et avec leur consentement libre, préalable et éclairé.
- P.6 Le programme, le projet ou l’activité peut servir de modèle, selon le cas sous-régional, régional ou international, à des activités de sauvegarde.
- P.7 L’(es) État(s) partie(s) soumissionnaire(s), l’(es) organe(s) chargé(s) de la mise en œuvre et la communauté, le groupe ou, le cas échéant, les individus concernés sont d’accord pour coopérer à la diffusion de meilleures pratiques si leur programme, leur projet ou leur activité est sélectionné.
- P.8 Le programme, le projet ou l’activité réunit des expériences qui sont susceptibles d’être évaluées sur leurs résultats.
- P.9 Le programme, le projet ou l’activité répond essentiellement aux besoins particuliers des pays en développement. »[3]

## Éléments inscrits sur le registre des meilleures pratiques de sauvegarde
| Intitulé officiel | Pays                                             | Date d’inscription | Référence Lien |
| --- | ------------------------------------------------ | ------------------ | -------------- |
| La sauvegarde du patrimoine culturel immatériel des communautés Aymara de la Bolivie, du Chili et du Pérou | Bolivie – Chili – Pérou                          | 2009               | 00299          |
| Centre pour la culture traditionnelle – musée-école du projet pédagogique de Pusol | Espagne                                          | 2009               | 00306          |
| Éducation et formation au patrimoine culturel du batik indonésien à destination des étudiants des écoles élémentaires, secondaires, supérieures, professionnelles et polytechniques en collaboration avec le Musée du Batik de Pekalongan | Indonésie                                        | 2009               | 00318          |
| Le musée vivant du Fandango | Brésil                                           | 2011               | 00502          |
| L’appel à projets du Programme national du patrimoine immatériel | Brésil                                           | 2011               | 00504          |
| La revitalisation du savoir traditionnel de l’élaboration de la chaux artisanale à Moron de la Frontera, Séville, Andalousie | Espagne                                          | 2011               | 00511          |
| Un programme pour cultiver la ludodiversité : la sauvegarde des jeux traditionnels en Flandre | Belgique                                         | 2011               | 00513          |
| La méthode Táncház : un modèle hongrois pour la transmission du patrimoine culturel immatériel | Hongrie                                          | 2011               | 00515          |
| La stratégie de formation des futures générations de marionnettistes du Fujian | Chine                                            | 2012               | 00624          |
| Xtaxkgakget Makgkaxtlawana : le Centre des arts autochtones et sa contribution à la sauvegarde du patrimoine culturel immatériel du peuple totonaque de Veracruz, Mexique                                                                 | Mexique                                          | 2012               | 00666          |
| Méthodologie pour l’inventaire du patrimoine culturel immatériel dans les réserves de biosphère : l’expérience du Montseny | Espagne                                          | 2013               | 00648          |
| La sauvegarde de la culture du carillon : préservation, transmission, échange et sensibilisation | Belgique                                         | 2014               | 01017          |
| Le festival de folklore à Koprivshtitsa, ensemble de pratiques pour présenter et transmettre le patrimoine | Bulgarie                                         | 2016               | 00970          |
| L’écomusée de la Batana, projet communautaire de sauvegarde de la culture vivante de Rovinj/Rovign | Croatie                                          | 2016               | 01098          |
| Le bateau Oselvar, adaptation du processus d’enseignement traditionnel de sa construction et son utilisation dans un contexte moderne | Norvège                                          | 2016               | 01156          |
| Les centres régionaux de l'artisanat, stratégie pour sauvegarder le patrimoine culturel de l’artisanat traditionnel | Autriche                                         | 2016               | 01169          |
| Le concept Kodály, sauvegarde du patrimoine musical traditionnel | Hongrie                                          | 2016               | 01177          |
| La chitalishte bulgare (centre culturel communautaire), expérience pratique de préservation de la vitalité du patrimoine culturel immatériel                                                                                              | Bulgarie                                         | 2017               | 00969          |
| Le Centre de développement artisanal de Marguilan, sauvegarde des technologies traditionnelles de fabrication d'atlas et d'adras | Ouzbékistan                                      | 2017               | 01254          |
| Le programme « Terre des légendes » pour promouvoir et redynamiser l'art du conte dans le comté de Kronoberg (sud de la Suède) | Suède                                            | 2018               | 01392          |
| Le programme bioculturel pour la sauvegarde de la tradition du palmier béni au Venezuela | Venezuela                                        | 2019               | 01464          |
| Stratégie de sauvegarde de l'artisanat traditionnel pour la consolidation de la paix | Colombie                                         | 2019               | 01480          |
| La Caravane polyphonique, recherches, sauvegarde et promotion du chant polyphonique de l'Épire | Grèce                                            | 2020               | 01611          |
| La yole de Martinique, de la construction aux pratiques de navigation, un modèle de sauvegarde du patrimoine | France                                           | 2020               | 01582          |
| Les techniques artisanales et les pratiques coutumières des ateliers de cathédrales, ou "Bauhütten", en Europe, savoir-faire, transmission, développement des savoirs, innovation                                                         | Allemagne – Autriche – France – Norvège – Suisse | 2020               | 01558          |
| L'École des traditions vivantes (en) | Philippines                                      | 2021               | 01739          |
| La réussite de la promotion des aliments traditionnels et de la sauvegarde des modes d’alimentation traditionnels au Kenya | Kenya                                            | 2021               | 01409          |
| Les jeux nomades, redécouverte du patrimoine, célébration de la diversité | Kirghizistan                                     | 2021               | 01738          |
| Programme national de sauvegarde de l'art traditionnel de la calligraphie en Iran | Iran                                             | 2021               | 01716          |
| Le PCI frontalier luso-galicien : un modèle de sauvegarde créé par Ponte...nas ondas! (gl) | Espagne – Portugal                               | 2022               | 01848          |
| Le programme éducatif Al Sadu : former les formateurs à l’art du tissage | Koweït                                           | 2022               | 01905          |
| Stratégie pour la sauvegarde de l'artisanat traditionnel : Le Programme des détenteurs de la tradition des arts populaires | Tchéquie                                         | 2022               | 01468          |
| Tocatì, un programme partagé pour la sauvegarde des jeux et sports traditionnels (it) | Belgique – Chypre – Croatie – France – Italie    | 2022               | 01709          |
| La sauvegarde du patrimoine de l'accueil familial dans la ville miséricordieuse de Geel : un modèle d’accueil communautaire | Belgique                                         | 2023               | 00622          |
| Le programme de pratiques de sauvegarde du PCI pour le Festival culturel et écologique des tortues marines d'Armila | Panama                                           | 2023               | 01888          |
| Le Programme de sauvegarde des Bandos et Parrandas des Saints Innocents de Caucagua : pôles d’initiation et de transmission des connaissances et Conseils communautaires                                                                  | Venezuela                                        | 2023               | 01856          |
| Le réseau dédié au nyckelharpa, diffusion innovante d'une tradition musicale et de lutherie ayant ses racines en Suède | Suède                                            | 2023               | 01976          |
| L’école d’artisanat ÚĽUV | Slovaquie                                        | 2024               | 02107          |
| Le programme de sauvegarde de la tradition de la kobza et de la vielle à roue | Ukraine                                          | 2024               | 02136          |
| Le programme du grand voilier-école omanais pour les jeunes (Safinat Shabab Oman) pour la paix et le dialogue culturel durable | Oman                                             | 2024               | 02080          |